# Maksim Marinjin
Maksim Viktorovič Marinjin (rus. Максим Викторович Маринин; rođen 23. marta, 1977. u Volgogradu, Rusija) je ruski klizač koji nastupa u kategoriji sportskih parova.

## Biografija
Maksim i njegova partnerka Tatjana Totmjanina su verovatno jedan od najboljih sportskih klizača današnjice. Zajedno su počeli da klizaju 1996. godine. Osvojili su dva puta Svetsku šampionsku titulu (2004. i 2005) i bili pet puta Evropski šampioni zaredom (2002, 2003, 2004, 2005, 2006). Trenira ih Oleg Vasiljev.
2006. Totmjanina / Marinjin su osvojili zlatnu medalju na XX Zimskim Olimpijskim igrama u Torinu, nastavljajući rusku dominaciju na Olimpijskim igrama, gde je svaki ruski ili sovjetski par osvojio zlatnu medalju u toj konkurenciji još od 1960. godine. Totmjanina i Marinjin su se posle Olimpijskih igara u Torinu, 2006. godine povukli sa klizačke scene.
Marinjin je rođen u Volgogradu, Rusija, gde je počeo da kliza sa četiri godine.

## 2006. Zimska Olimpijada
Zlatna medalja za par Tatjana Totmjanina i Maksim Marinjin
11. februar 2006. Parovi-Kratki program: 68.64 poena (Pozicija: 1. mesto)
13. februar 2006. Parovi-Slobodan sastav: 135.84 poena (Pozicija: 1. mesto)
Konačan rezultat: 204.48 poena (Pozicija: 1. mesto) 
|SP date= 2005 Worlds
|FS score= 135.84
|FS date= 2006. Olympics
}}

## Spoljašnje veze
- ISU Biografija